# Hydrochus minimus
Hydrochus minimus är en skalbaggsart som beskrevs av Willis Blatchley 1919. Hydrochus minimus ingår i släktet Hydrochus och familjen gyttjebaggar. Inga underarter finns listade i Catalogue of Life.